# Šahovska zagonetka
Šahovska zagonetka je zagonetka u kojoj poznavanje figura i pravila šaha se rabi radi logičkog rješavanja problema u svezi sa šahom. Povijest šahovskih zagonetaka seže do u srednji vijek i od tad je evoluirala. 
Obično je cilj pronaći jednostavni i najbolji, idealni estetski potez ili niz jednostavnih poteza u šahovskoj poziciji. Poziciju je stvorio tvorac ili je iz stvarne šahovske partije. Zagonetke mogu imati različite ciljeve. Primjeri su deduciranje zadnjeg odigranog poteza, lociranje nedostajuće figure, ili je li igrač izgubio pravo rokade. Ponekad je cilj antiteski normalnom šahu, poput pomaganje protivniku matirati vlastitog kralja. 

## Vanjske poveznice
- Šahovske zagonetke na Wikiknjigama na engleskome
- S. Režek: Problemi šahovske ploče